# Rotonda de América Latina

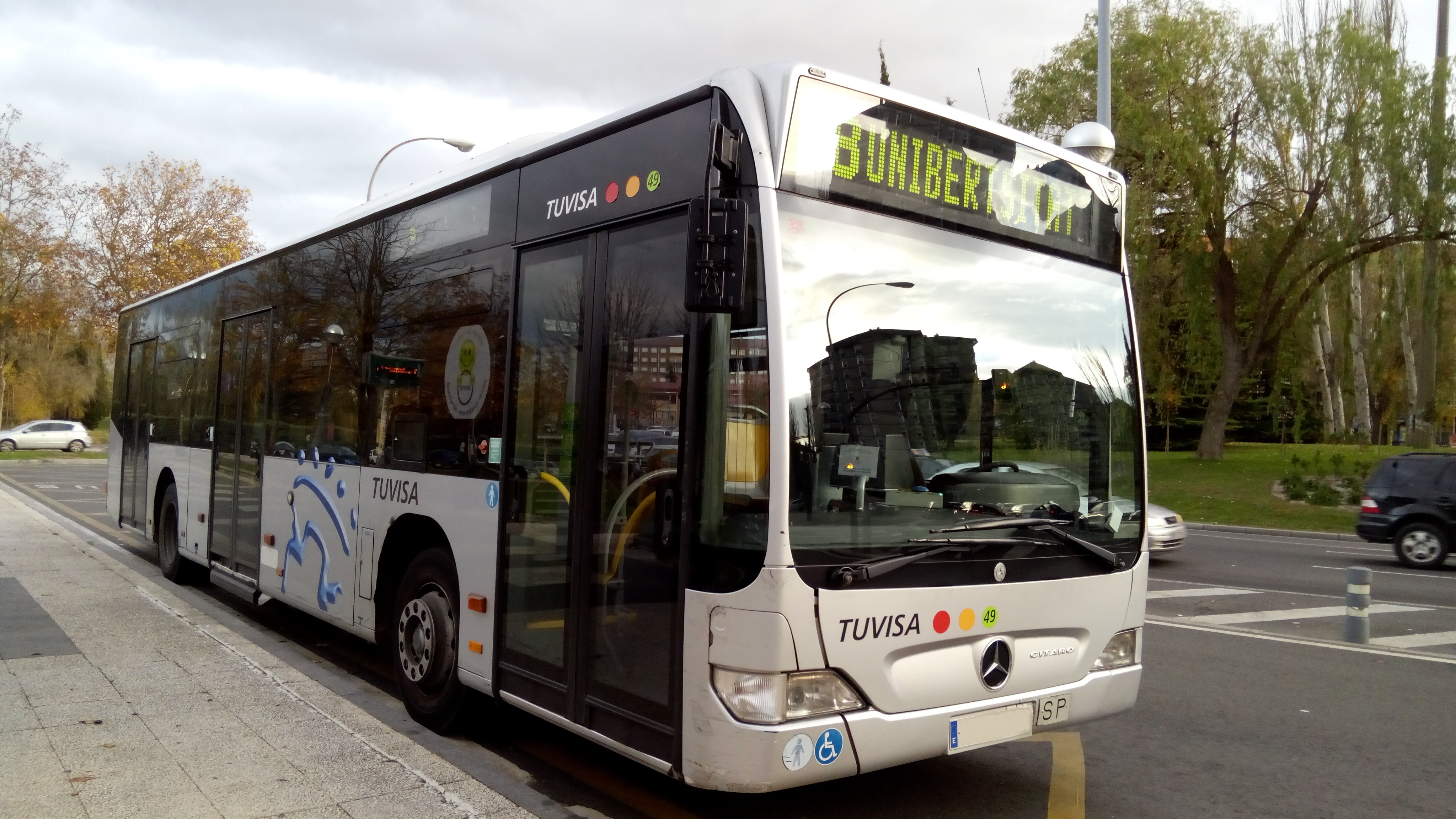
Autobús de tuvisa situado en la parada que posee la rotonda en su interior

La Rotonda de América Latina, oficialmente llamada Plaza de América Latina, es una rotonda ubicada en la ciudad española de Vitoria.
Dicha rotonda se ubica en un punto muy concurrido de la capital alavesa, siendo una de las más grandes de toda la ciudad.
La plaza de América Latina se ubica entre los barrios de Lakua, Gazalbide y El Pilar; muy cerca de ella se encuentran el Parque de Arriaga y la Estación de Autobuses. Cuenta con un semáforo para regular el tránsito entre el cruce de Portal de Foronda (tramo urbano de la N-622, salida hacia Bilbao, Madrid o Burgos) y la misma plaza; y también para permitir el paso del propio tranvía.
La rotonda cuenta con un número de unos 3 carriles, un carril bus y las vías del tranvía de Abetxuko que se ubican en uno de los extremos de la misma. Ayuda a conectar las calles de Portal de Foronda, Honduras, Juan de Garay y el Bulevar de Euskal Herria; siendo parte de la circunvalación urbana de Vitoria.
La rotonda en sí, es un punto negro importante para la ciudad, puesto que la densidad del tráfico es tan amplia que a veces se producen accidentes; ello hace que sea una rotonda bastante temida.
La zona de la glorieta, es una zona verde con gran vegetación en la que se cuenta con un número bastante amplio de árboles de diferentes especies.

## Lugares cercanos
La rotonda tiene lugares cercanos de importancia como los siguientes:
- Parque de Arriaga: se puede acceder al aparcamiento del parque desde la propia rotonda, tomando la salida de Portal de Foronda.
- Estación de Autobuses: se encuentra a 1 minuto andando desde la misma plaza.
- Antiguo Puente de Castilla: en uno de los jardines cercanos se ubica el antiguo puente ferroviario de Castilla, trasladado allí, cuando dicha infraestructura se sustituyó por el conocido como Puente Azul.

## Remodelaciones y Proyectos Futuros
La rotonda de América Latina ha sufrido una serie de transformaciones:
- La construcción del ramal tranviario de Abechuco, implicó que la rotonda tuviese que contar con la desviación que se hace desde el ramal central (a pocos metros de la parada de Honduras) hacia la parada Intermodal; además, se posee un cambio de agujas en la rotonda que permite que los tranvías que proceden desde Abechuco, puedan llegar hasta las cocheras de Ibaiondo.
- El cambio en las líneas de Tuvisa en el 2009, implicó construir una parada nueva dentro de la propia rotonda (separada del resto del tráfico por un carril bus), la parada que sirve de cabecera a la línea 8 fue una de las últimas paradas de Tuvisa en ponerse en servicio tras la gran reforma de la red de urbanos del 2009.
- La construcción de la Estación de autobuses de Vitoria, llevó a una remodelación de la rotonda, para acometer la construcción de un carril bus que conectara Portal de Foronda con Euskal Herria; además, se le "comió" un cacho a la zona verde, para realizar otro carril que pudiera llevar hacia la calle Honduras.

Existe un proyecto que prevé soterrar la rotonda y los ruidos del tráfico, haciendo que toda la zona superior (actual carretera) sea zona peatonal contando únicamente con carriles bus y las vías del tranvía.
La inminente construcción del BRT implicará nuevas reformas en la zona.
- Datos: Q48781853